# Thecopsammia socialis
Thecopsammia socialis är en korallart som beskrevs av Pourtalès 1868. Thecopsammia socialis ingår i släktet Thecopsammia och familjen Dendrophylliidae. Inga underarter finns listade i Catalogue of Life.